# Alfred Thompson Bricher
Alfred Thompson Bricher (ur. 10 kwietnia 1837 w Portsmouth (New Hampshire), zm. 30 września 1908 w Nowym Jorku) – amerykański malarz pejzażysta związany z Hudson River School.
W latach 1851–1858 był biznesmenem w Bostonie, w czasie wolnym od pracy studiował w Lowell Institute. Na początku lat 60. XIX w. malował Góry Białe wspólnie z Albertem Bierstadtem i Benjaminem Champneyem. W 1868 przeniósł się do Nowego Jorku. W 1874 roku został członkiem American Society of Painters in Water Colors, a od 1879 National Academy of Design. 
Po 1870 roku artysta malował niemal wyłącznie krajobrazy nadmorskie Maine, Narragansett Bay i Jersey Shore w New Jersey. Wystawiał w Boston Athenaeum, Boston Art Club, National Academy of Design, Brooklyn Art Association i Art Institute of Chicago.
Bricher był bardzo płodnym malarzem, np. w latach 1860-61 namalował dwadzieścia dużych płócien. Jego prace były popularne i często powielane jako chromolitografie. 

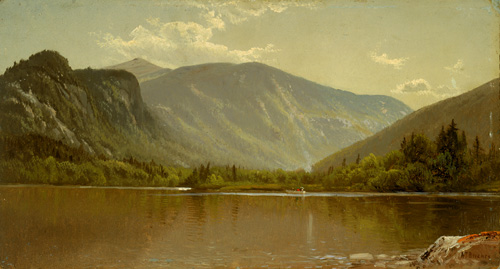
Jezioro Echo, ok. 1891
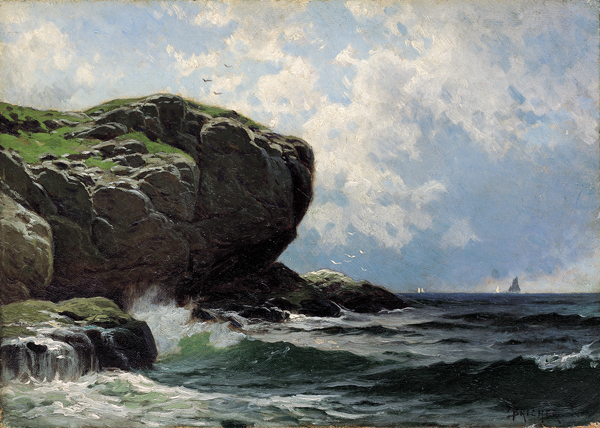
Rocky Head, 1862
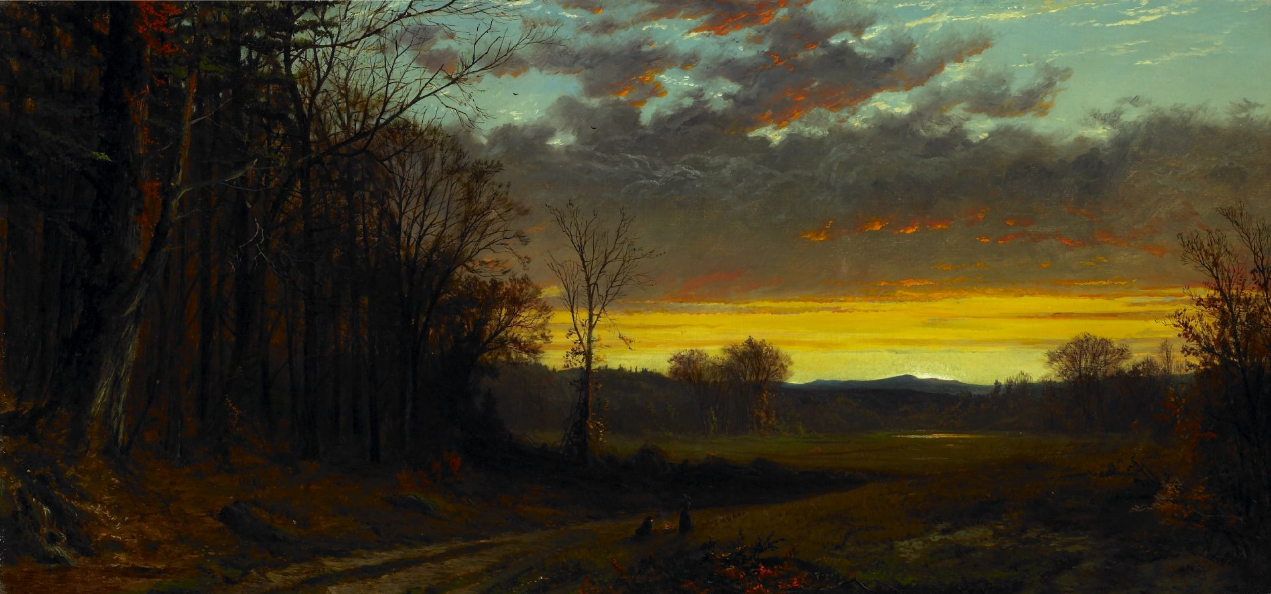
Zmierzch na pustkowiu, 1865

## Literatura dodatkowa
- Thomas W. Gaethgens: Bilder aus der Neuen Welt. Amerikanische Malerei des 18. und 19. Jahrhunderts Prestel-Verlag 1988; Seite 309. ISBN 3-7913-0879-3